# Benz 11/40 PS
Der Benz 11/40 PS war ein Automodell von Benz & Cie. Es wurde 1923 dem größeren Benz 16/50 PS als kleineres Modell zur Seite gestellt.
Der Wagen war mit einem Sechszylinder-Reihenmotor mit 2860 cm³ Hubraum ausgestattet, der 40 PS (29 kW) bei 2250 min−1 entwickelte. Die Motorkraft wurde über eine Lederkonuskupplung an ein Vierganggetriebe weitergeleitet und von dort über eine Kardanwelle an die Hinterräder. Die Höchstgeschwindigkeit lag bei 80 km/h, der Benzinverbrauch bei 15–17 l / 100 km.
Die Fahrzeuge waren nach wie vor mit Holz- oder Drahtspeichenrädern und blattgefederten Starrachsen ausgestattet. Der Tourenwagen wurde für RM 18.000,-- angeboten.

## Quelle
- Werner Oswald: Mercedes-Benz Personenwagen 1886–1986. 4. Auflage. Motorbuch Verlag, Stuttgart 1987, ISBN 3-613-01133-6, S. 62–63.